# Canthon fulgidus
Canthon fulgidus är en skalbaggsart som beskrevs av Ludwig Redtenbacher 1867. Canthon fulgidus ingår i släktet Canthon och familjen bladhorningar. Inga underarter finns listade.